# Serie A 1965 (hockey su pista)
La Serie A 1965 è stata la 42ª edizione (la 16ª a girone unico), del torneo di primo livello del campionato italiano di hockey su pista. La competizione ha avuto inizio l'8 maggio e si è conclusa il 2 ottobre 1965.
Lo scudetto è stato conquistato dal Monza per la quinta volta nella sua storia.

## Stagione

Renzo Zaffinetti capocannoniere del torneo.

### Novità
A prendere il testimone della Bolzanetese e della Pirelli retrocesse in Serie B vi furono, vincendo il campionato cadetto, la Pro Follonica, tornata in massima serie dopo un solo in cadetteria, e il Rapid Modena che invece era al suo esordio in serie A. Al torneo parteciparono: Amatori Modena, Bassano, Monza, DLF Trieste, Lodi, Marzotto Valdagno,  Novara, Triestina e appunto la Pro Follonica e il Rapid Modena.

### Formula
La formula del campionato fu la stessa della stagione precedente; la manifestazione fu organizzata con un girone all'italiana, con gare di andata e ritorno per un totale di 18 giornate: erano assegnati 2 punti per l'incontro vinto e un punto a testa per l'incontro pareggiato, mentre non ne era attribuito alcuno per la sconfitta. Al termine del campionato la prima squadra classificata venne proclamata campione d'Italia mentre la nona e la decima classificata retrocedettero in Serie B.

### Avvenimenti
Il campionato iniziò l'8 maggio e si concluse il 2 ottobre 1965. Fu uno dei campionati più combattuti degli ultimi anni e infatti lo scudetto venne assegnato solo all'ultima giornata.
La partenza sorrise alle solite compagine quali il Monza, la Triestina, l'Amatori Modena e il Novara. Grazie a quattro vittorie consecutive e a un pareggio nel primo turno di campionato il Monza si portò in testa alla classifica alla quinta giornata e la mantenne fino all'undicesima tornata.
Subendo però due sconfitte consecutive i brianzoli cedettero il primo posto all'Amatori Modena e successivamente, dopo un breve ritorno dei biancorossi, fu la volta del Novara a fungere da capo classifica. Al sedicesimo turno le quattro squadre erano divise da un punto con la seguente situazione: Monza e Amatori 23, Novara e Triestina 22. Alla penultima giornata Monza giocava in casa lo scontro diretto con la Triestina mentre Novara ospitava la Pro Follonica e l'Amatori Modena rendeva visita al Lodi.
I biancorossi monzesi vincendo l'incontro e complice il pareggio dei modenesi tornarono in solitaria a comandare la classifica inseguiti dal Novara che aveva agevolmente vinto il proprio incontro. All'ultima turno al Monza fu sufficiente vincere contro il Dopolavoro Ferroviario Trieste per laurearsi campione d'Italia per la quinta volta nella propria storia dopo quattro anni dall'ultimo trionfo del 1961.
Grazie alla vittoria in campionato il Monza acquisì il diritto di rappresentare l'Italia nella prima edizione della neonata Coppa dei Campioni. Retrocedettero in Serie B la Pro Follonica e il Bassano che perse lo spareggio salvezza giocato a Monza contro il Rapid Modena.
Renzo Zaffinetti del Novara segnando 34 reti vinse per la terza volta la classifica dei cannonieri.

## Squadre partecipanti
| Club              | Stag.    | Città                   | Impianto                   | Stagione precedente              |
| ----------------- | -------- | ----------------------- | -------------------------- | -------------------------------- |
| Amatori Modena    | dettagli | Modena                  | Pista del Rifugio Verde    | 3º in Serie A                    |
| Bassano           | dettagli | Bassano del Grappa (VI) | Pista del Centro Giovanile | 8º in Serie A                    |
| DLF Trieste       | dettagli | Trieste                 | Pista di viale Miramare    | 5º in Serie A                    |
| Lodi              | dettagli | Lodi (MI)               | Pista Revellino            | 7º in Serie A                    |
| Marzotto Valdagno | dettagli | Valdagno (VI)           | Pista Cavalchina           | 6º in Serie A                    |
| Monza             | dettagli | Monza (MI)              | Pista di via Boccaccio     | 4º in Serie A                    |
| Novara            | dettagli | Novara                  | Pista in viale Buonarroti  | 2º in Serie A                    |
| Pro Follonica     | dettagli | Follonica (GR)          | Pista dei Pini             | In Serie B, promosso             |
| Rapid Modena      | dettagli | Modena                  | Pista del Rifugio Verde    | In Serie B, promosso             |
| Triestina         | dettagli | Trieste                 | Pista di viale Miramare    | 1º in Serie A, campione d'Italia |

### Allenatori e primatisti
| Squadra           | Allenatore    | Cannoniere               |
| ----------------- | ------------- | ------------------------ |
| Amatori Modena    |               | Luppi (17)               |
| Bassano           |               | Luciano Albertin (20)    |
| DLF Trieste       |               | Armando Spessot (23)     |
| Lodi              |               | Aldo Gelmini (20)        |
| Marzotto Valdagno |               | Sbalchiero (27)          |
| Monza             | Bruno Bolis   | Gualtiero Bortolini (25) |
| Novara            | Mario Bedogni | Renzo Zaffinetti (34)    |
| Pro Follonica     |               | Marchesini (15)          |
| Rapid Modena      |               | Gastone Tavoni (25)      |
| Triestina         | Mario Cergol  | Romano Martellani (26)   |

## Classifica finale
|  | Pos. | Squadra           | Pt | G  | V  | N | P  | GF | GS | DR  |
|  | ---- | ----------------- | -- | -- | -- | - | -- | -- | -- | --- |
|  | 1.   | Monza             | 27 | 18 | 13 | 1 | 4  | 79 | 40 | +39 |
|  | 2.   | Novara            | 26 | 18 | 13 | 0 | 5  | 77 | 52 | +25 |
|  | 3.   | Amatori Modena    | 26 | 18 | 11 | 4 | 3  | 68 | 48 | +20 |
|  | 4.   | Triestina         | 24 | 18 | 10 | 4 | 4  | 66 | 38 | +28 |
|  | 5.   | DLF Trieste       | 19 | 18 | 8  | 3 | 7  | 80 | 72 | +8  |
|  | 6.   | Marzotto Valdagno | 15 | 18 | 7  | 1 | 10 | 61 | 65 | -4  |
|  | 7.   | Lodi              | 14 | 18 | 6  | 2 | 10 | 61 | 90 | -29 |
|  | 8.   | Rapid Modena      | 11 | 18 | 5  | 1 | 12 | 52 | 79 | -27 |
|  | 9.   | Bassano           | 11 | 18 | 4  | 3 | 11 | 42 | 64 | -22 |
|  | 10.  | Pro Follonica     | 7  | 18 | 3  | 1 | 14 | 58 | 96 | -38 |

Legenda:
      Campione d'Italia e qualificato in Coppa dei Campioni 1965-1966.
      Retrocesso in Serie B.
Note:
Due punti a vittoria, uno a pareggio, zero a sconfitta.
Il Novara prevale sull'Amatori Modena in virtù del migliore quoziente reti.
Il Rapid Modena salvo dopo aver vinto lo spareggio salvezza contro il Bassano.

## Risultati

### Tabellone
| 1965              | AmMo | Bass | DlfT | Lodi | MarV | Monz | Nova | ProF | RapM | Trie |
| ----------------- | ---- | ---- | ---- | ---- | ---- | ---- | ---- | ---- | ---- | ---- |
| Amatori Modena    | –––– | 3-0  | 6-3  | 5-3  | 5-3  | 2-3  | 3-1  | 6-4  | 2-1  | 2-10 |
| Bassano           | 1-6  | –––– | 5-3  | 6-2  | 2-1  | 1-3  | 2-4  | 7-4  | 3-3  | 2-4  |
| DLF Trieste       | 4-4  | 7-2  | –––– | 6-4  | 5-3  | 2-5  | 9-5  | 9-3  | 7-3  | 2-2  |
| Lodi              | 3-3  | 4-2  | 4-3  | –––– | 8-5  | 2-2  | 2-4  | 5-3  | 4-3  | 2-3  |
| Marzotto Valdagno | 2-2  | 3-1  | 6-3  | 3-4  | –––– | 3-2  | 4-1  | 5-0  | 7-3  | 4-5  |
| Monza             | 7-2  | 4-1  | 6-2  | 8-2  | 3-0  | –––– | 4-1  | 9-1  | 5-2  | 4-3  |
| Novara            | 5-4  | 7-2  | 5-1  | 7-6  | 5-3  | 6-2  | –––– | 8-0  | 6-2  | 3-0  |
| Pro Follonica     | 3-5  | 3-3  | 2-3  | 18-1 | 3-5  | 2-1  | 2-6  | –––– | 4-5  | 3-2  |
| Rapid Modena      | 1-5  | 2-1  | 3-7  | 5-3  | 4-3  | 3-10 | 2-3  | 7-2  | –––– | 2-4  |
| Triestina         | 3-3  | 1-1  | 4-4  | 4-2  | 9-1  | 4-0  | 9-1  | 5-1  | 3-1  | –––– |

### Calendario
| Andata (1ª) | Andata (1ª) | Prima giornata             | Ritorno (10ª) | Ritorno (10ª) |
|             |             |                            |               |               |
| 8 mag.      | 2-4         | Bassano-Triestina          | 1-1           | 24 lug.       |
| 8 mag.      | 4-4         | DLF Trieste-Amatori Modena | 3-6           | 24 lug.       |
| 8 mag.      | 2-2         | Lodi-Monza                 | 2-8           | 24 lug.       |
| 8 mag.      | 5-3         | Novara-Marzotto Valdagno   | 1-4           | 24 lug.       |
| 8 mag.      | 7-2         | Rapid Modena-Pro Follonica | 5-4           | 24 lug.       |

| Andata (2ª) | Andata (2ª) | Seconda giornata            | Ritorno (11ª) | Ritorno (11ª) |
|             |             |                             |               |               |
| 15 mag.     | 2-1         | Amatori Modena-Rapid Modena | 5-1           | 31 lug.       |
| 15 mag.     | 7-4         | Bassano-Pro Follonica       | 3-3           | 31 lug.       |
| 15 mag.     | 3-4         | Marzotto Valdagno-Lodi      | 5-8           | 31 lug.       |
| 15 mag.     | 4-1         | Monza-Novara                | 2-6           | 31 lug.       |
| 15 mag.     | 4-4         | Triestina-DLF Trieste       | 2-2           | 31 lug.       |

| Andata (3ª) | Andata (3ª) | Terza giornata                   | Ritorno (12ª) | Ritorno (12ª) |
|             |             |                                  |               |               |
| 22 mag.     | 7-2         | DLF Trieste-Bassano              | 3-5           | 7 ago.        |
| 22 mag.     | 2-4         | Lodi-Novara                      | 6-7           | 7 ago.        |
| 22 mag.     | 2-2         | Marzotto Valdagno-Amatori Modena | 3-5           | 7 ago.        |
| 22 mag.     | 9-1         | Monza-Pro Follonica              | 1-2           | 7 ago.        |
| 22 mag.     | 2-4         | Rapid Modena-Triestina           | 1-3           | 7 ago.        |

| Andata (4ª) | Andata (4ª) | Quarta giornata                | Ritorno (13ª) | Ritorno (13ª) |
|             |             |                                |               |               |
| 29 mag.     | 7-2         | Monza-Amatori Modena           | 3-2           | 21 ago.       |
| 29 mag.     | 7-2         | Novara-Bassano                 | 4-2           | 21 ago.       |
| 29 mag.     | 2-3         | Pro Follonica-DLF Trieste      | 3-9           | 21 ago.       |
| 29 mag.     | 4-3         | Rapid Modena-Marzotto Valdagno | 3-7           | 21 ago.       |
| 29 mag.     | 4-2         | Triestina-Lodi                 | 3-2           | 21 ago.       |

| Andata (5ª) | Andata (5ª) | Quinta giornata                 | Ritorno (14ª) | Ritorno (14ª) |
|             |             |                                 |               |               |
| 19 giu.     | 2-1         | Amatori Modena-Triestina        | 3-3           | 28 ago.       |
| 19 giu.     | 1-3         | Bassano-Monza                   | 1-4           | 28 ago.       |
| 19 giu.     | 9-5         | DLF Trieste-Novara              | 1-5           | 28 ago.       |
| 19 giu.     | 4-3         | Lodi-Rapid Modena               | 3-5           | 28 ago.       |
| 19 giu.     | 5-0         | Marzotto Valdagno-Pro Follonica | 5-3           | 28 ago.       |

| Andata (6ª) | Andata (6ª) | Sesta giornata               | Ritorno (15ª) | Ritorno (15ª) |
|             |             |                              |               |               |
| 26 giu.     | 4-2         | Lodi-Bassano                 | 2-6           | 4 set.        |
| 26 giu.     | 3-0         | Monza-Marzotto Valdagno      | 2-3           | 4 set.        |
| 26 giu.     | 3-5         | Pro Follonica-Amatori Modena | 4-6           | 4 set.        |
| 26 giu.     | 3-7         | Rapid Modena-DLF Trieste     | 3-7           | 4 set.        |
| 26 giu.     | 4-0         | Triestina-Novara             | 0-3           | 4 set.        |

| Andata (7ª) | Andata (7ª) | Settima giornata          | Ritorno (16ª) | Ritorno (16ª) |
|             |             |                           |               |               |
| 3 lug.      | 6-4         | DLF Trieste-Lodi          | 3-4           | 11 set.       |
| 3 lug.      | 3-1         | Marzotto Valdagno-Bassano | 1-2           | 11 set.       |
| 3 lug.      | 5-4         | Novara-Amatori Modena     | 1-3           | 11 set.       |
| 3 lug.      | 3-2         | Pro Follonica-Triestina   | 1-3           | 11 set.       |
| 3 lug.      | 3-10        | Rapid Modena-Monza        | 2-5           | 11 set.       |

| Andata (8ª) | Andata (8ª) | Ottava giornata               | Ritorno (17ª) | Ritorno (17ª) |
|             |             |                               |               |               |
| 10 lug.     | 5-3         | Amatori Modena-Lodi           | 3-3           | 18 set.       |
| 10 lug.     | 3-3         | Bassano-Rapid Modena          | 1-2           | 18 set.       |
| 10 lug.     | 6-3         | Marzotto Valdagno-DLF Trieste | 3-5           | 18 set.       |
| 10 lug.     | 2-6         | Pro Follonica-Novara          | 0-8           | 18 set.       |
| 10 lug.     | 5-1         | Triestina-Monza               | 3-4           | 18 set.       |

| \| Andata (9ª) \| Andata (9ª) \| Nona giornata \| Ritorno (18ª) \| Ritorno (18ª) \| \| \| \| \| \| \| \| 17 lug. \| 3-0 \| Amatori Modena-Bassano \| 6-1 \| 2 ott. \| \| 17 lug. \| 5-3 \| Lodi-Pro Follonica \| 1-18 \| 2 ott. \| \| 17 lug. \| 6-2 \| Monza-DLF Trieste \| 5-2 \| 2 ott. \| \| 17 lug. \| 6-2 \| Novara-Rapid Modena \| 3-2 \| 2 ott. \| \| 17 lug. \| 9-1 \| Triestina-Marzotto Valdagno \| 5-4 \| 2 ott. \| |             |                             |               |               |
| Andata (9ª) | Andata (9ª) | Nona giornata               | Ritorno (18ª) | Ritorno (18ª) |
| |             |                             |               |               |
| 17 lug. | 3-0         | Amatori Modena-Bassano      | 6-1           | 2 ott.        |
| 17 lug. | 5-3         | Lodi-Pro Follonica          | 1-18          | 2 ott.        |
| 17 lug. | 6-2         | Monza-DLF Trieste           | 5-2           | 2 ott.        |
| 17 lug. | 6-2         | Novara-Rapid Modena         | 3-2           | 2 ott.        |
| 17 lug. | 9-1         | Triestina-Marzotto Valdagno | 5-4           | 2 ott.        |

## Spareggio salvezza
| Monza 16 ottobre 1965 | Bassano | 2 – 4 | Rapid Modena | Pista di via Boccaccio |

## Verdetti
| Verdetto                          | Club                  |
| --------------------------------- | --------------------- |
| Campione d'Italia 1965            | Monza (5º titolo)     |
| Qualificato in Coppa dei Campioni | Monza                 |
| Retrocesse in Serie B             | Bassano Pro Follonica |

### Squadra campione
| N° | Naz.              | Ruolo | Sportivo            |  |  |  |
| -- | ----------------- | ----- | ------------------- |  |  |  |
| ?  | Italia (bandiera) | E     | Amati               |  |  |  |
| ?  | Italia (bandiera) | E     | Gualtiero Bortolini |  |  |  |
| ?  | Italia (bandiera) | E     | Cesare Bosisio      |  |  |  |
| ?  | Italia (bandiera) | E     | Emilio Levati       |  |  |  |
| ?  | Italia (bandiera) | E     | Filippo Maiocchi    |  |  |  |
| ?  | Italia (bandiera) | E     | Giampaolo Motta     |  |  |  |
| ?  | Italia (bandiera) | E     | Giuseppe Pessina    |  |  |  |
| ?  | Italia (bandiera) | P     | Piazza              |  |  |  |
| ?  | Italia (bandiera) | E     | Vincenzo Villa      |  |  |  |

- Allenatore:  Bruno Bolis

## Statistiche del torneo

### Capoliste solitarie
|    | —— | —— | —— | ——    | ——    | ——    | ——    | ——    | ——    | ——    | ——   | ——  | ——   | ——   | ——  | ——   | ——   | —— |  |
|    |    |    |    | Monza | Monza | Monza | Monza | Monza | Monza | Monza | Mod. |     | Mon. | Nov. |     | Mon. | Mon. |    |  |
|    |    |    |    |       |       |       |       |       |       |       |      |     |      |      |     |      |      |    |  |
|    |    |    |    |       |       |       |       |       |       |       |      |     |      |      |     |      |      |    |  |
| 1ª | 2ª | 3ª | 4ª | 5ª    | 6ª    | 7ª    | 8ª    | 9ª    | 10ª   | 11ª   | 12ª  | 13ª | 14ª  | 15ª  | 16ª | 17ª  | 18ª  |    |  |

### Classifica in divenire
|                   | 1ª | 2ª | 3ª | 4ª | 5ª | 6ª | 7ª | 8ª | 9ª | 10ª | 11ª | 12ª | 13ª | 14ª | 15ª | 16ª | 17ª | 18ª |
| ----------------- | -- | -- | -- | -- | -- | -- | -- | -- | -- | --- | --- | --- | --- | --- | --- | --- | --- | --- |
| Amatori Modena    | 1  | 3  | 4  | 4  | 6  | 8  | 8  | 10 | 12 | 14  | 16  | 18  | 18  | 19  | 21  | 23  | 24  | 26  |
| Bassano           | 0  | 2  | 2  | 2  | 2  | 2  | 2  | 3  | 3  | 4   | 5   | 7   | 7   | 7   | 9   | 11  | 11  | 11  |
| DLF Trieste       | 1  | 2  | 4  | 6  | 8  | 10 | 12 | 12 | 12 | 12  | 13  | 13  | 15  | 15  | 17  | 17  | 19  | 19  |
| Lodi              | 1  | 3  | 3  | 3  | 5  | 7  | 7  | 7  | 9  | 9   | 11  | 11  | 11  | 11  | 11  | 13  | 14  | 14  |
| Marzotto Valdagno | 0  | 0  | 1  | 1  | 3  | 3  | 5  | 7  | 7  | 9   | 9   | 9   | 11  | 13  | 15  | 15  | 15  | 15  |
| Monza             | 1  | 3  | 5  | 7  | 9  | 11 | 13 | 13 | 15 | 17  | 17  | 17  | 19  | 21  | 21  | 23  | 25  | 27  |
| Novara            | 2  | 2  | 4  | 6  | 6  | 6  | 8  | 10 | 12 | 12  | 14  | 16  | 18  | 20  | 22  | 22  | 24  | 26  |
| Pro Follonica     | 0  | 0  | 0  | 0  | 0  | 0  | 2  | 2  | 2  | 2   | 3   | 5   | 5   | 5   | 5   | 5   | 5   | 7   |
| Rapid Modena      | 2  | 2  | 2  | 4  | 4  | 4  | 4  | 5  | 5  | 7   | 7   | 7   | 7   | 9   | 9   | 9   | 11  | 11  |
| Triestina         | 2  | 3  | 5  | 7  | 7  | 9  | 9  | 11 | 13 | 14  | 15  | 17  | 19  | 20  | 20  | 22  | 22  | 24  |

### Record squadre
- Maggior numero di vittorie: Monza e Novara (13)
- Minor numero di vittorie: Pro Follonica (3)
- Maggior numero di pareggi: Amatori Modena e Triestina (4)
- Minor numero di pareggi: Novara (0)
- Maggior numero di sconfitte: Pro Follonica (14)
- Minor numero di sconfitte: Amatori Modena (3)
- Miglior attacco: DLF Trieste (80 reti realizzate)
- Peggior attacco: Bassano (42 reti realizzate)
- Miglior difesa: Monza (40 reti subite)
- Peggior difesa: Pro Follonica (96 reti subite)
- Miglior differenza reti: Monza (+39)
- Peggior differenza reti: Pro Follonica (-38)

### Classifica cannonieri
| Gol |  |  | Giocatore           | Squadra           |
| --- |  |  | ------------------- | ----------------- |
| 34  |  |  | Renzo Zaffinetti    | Novara            |
| 27  |  |  | Sbalchiero          | Marzotto Valdagno |
| 26  |  |  | Romano Martellani   | Triestina         |
| 25  |  |  | Gualtiero Bortolini | Monza             |
| 25  |  |  | Gastone Tavoni      | Rapid Modena      |
| 23  |  |  | Armando Spessot     | DLF Trieste       |
| 22  |  |  | Gregori             | DLF Trieste       |
| 20  |  |  | Luciano Albertin    | Bassano           |
| 20  |  |  | Aldo Gelmini        | Lodi              |
| 20  |  |  | Maurizio Gelmini    | Lodi              |

### Libri
- La Gazzetta dello Sport, Annuario dello Sport 1966, Milano, Edizioni S.E.S.S.,  pp. 316-318, risultati e classifica finale della stagione 1965, conservato dalla Biblioteca comunale centrale di Milano, deposito di via Quaranta.
- Gianfranco Capra e Mario Scendrate, Hockey su pista in Italia e nel mondo, Novara, Casa Editrice S.E.N., settembre 1984,  p. 106.
- Consorzio Etruria Hockey Follonica, Benvenuti a Hockey City, 1936-2007 - Follonica in vetta al mondo, Empoli (FI), Geo Edizioni S.r.l., 2008,  p. 179.

### Giornali
- La Gazzetta dello Sport, conservata microfilmato presso.
  - Biblioteca Nazionale Braidense di Milano, presso MediaTeca Santa Teresa, via Moscova 28 a Milano;
  - Biblioteca Nazionale Centrale di Firenze;
  - Biblioteca Nazionale Centrale di Roma;
  - Biblioteca Civica Berio di Genova;
  - e presso Emeroteca del C.O.N.I. di Roma (non è online ma è da consultare in sede).